# Vicariat apostolique de Zamora
Le vicariat apostolique de Zamora (en latin : Vicariatus Apostolicus Zamorensis in Aequatoria ; en espagnol : Vicariato apostólico de Zamora) est un vicariat apostolique de l'Église catholique en Équateur directement soumis au Saint-Siège.

## Territoire
Le vicariat apostolique comprend la province de Zamora-Chinchipe avec un territoire d'une superficie de 10 556 km2 divisé en 21 paroisses. Le siège est à Zamora où se trouve la cathédrale Notre-Dame du Carmel.

## Histoire
Le vicariat apostolique de Zamora est érigé le 17 février 1893 par Léon XIII en prenant sur le territoire du vicariat apostolique de Napo. La mission est confiée aux franciscains qui quittent la région en 1896mais reviennent en 1921.
À partir de 1923, le vicariat prend une structure stable, avec un administrateur apostolique nommé par le Saint-Siège. Au début, une hutte au toit de chaume sert de chapelle mais deux ans plus tard, avec l'aide gouvernemental du président Gonzalo Córdova, les franciscains peuvent construire un couvent en briques avec un toit en tuiles. La première église paroissiale est inaugurée en 1939. 
En 1942, les franciscaines missionnaires de l'Immaculée dirigent une école professionnelle, quatre écoles primaires, quatre internats et trois dispensaires. En 1949, le vicaire Manuel Moncayo fait construit la cathédrale actuelle et érige de nouvelles paroisses avec des prêtres résidents.

## Évêques
- Luis Torra, O.F.M (1892- ?)
  - Antonio María Issasi, O.F.M (1922-1931) (administrateur apostolique)
  - Juan González Medina, O.F.M (1933-1940) (administrateur apostolique)
  - Pedro Regalado Oñate, O.F.M (1941-1949) (administrateur apostolique)
  - Manuel Moncayo, O.F.M (1949-1959) (administrateur apostolique)
  - Jorge Francisco Mosquera Barreiro, O.F.M (1959-1964) (administrateur apostolique) puis nommé vicaire apostolique
- Jorge Francisco Mosquera Barreiro, O.F.M (1964-1982)
- Serafín Luis Alberto Cartagena Ocaña, O.F.M (1982-2003)
- Fausto Gabriel Trávez Trávez, O.F.M (2003-2008) nommé évêque du diocèse de Babahoyo
- Walter Jehowá Heras Segarra, O.F.M (2009-2019) nommé évêque du diocèse de Loja
- Jaime Oswaldo Castillo Villacrés (2020- )